# Florian Klein
Florian Klein (Linz, 17 novembre 1986) è un ex calciatore austriaco, di ruolo difensore o centrocampista.

## Carriera

### Club
Il 30 aprile 2009 firma per l'Austria Vienna un biennale con opzione per il terzo.
Nel 2012 passa al Salisburgo, con cui conquista il double nella stagione 2013-2014, vincendo campionato e coppa d'Austria. Subito dopo viene ceduto allo Stoccarda.

### Nazionale
Viene convocato per gli Europei 2016 in Francia.

## Palmarès

### Club

#### Competizioni nazionali
- Campionato austriaco: 1

Salisburgo: 2013-2014
- Coppa d'Austria: 1

Salisburgo: 2013-2014
- Campionato tedesco di seconda divisione: 1

Stoccarda: 2016-2017